# ولیکودولینسکه
ولیکودولینسکه (اوکراینی: Великодолинське، روسی: Великодолинское) یک سکونتگاه شهری در اودسا رایون در استان اودسا در اوکراین است. جمعیت: ۱۴,۰۱۲  نفر (تخمین ۲۰۲۲)
در سال ۱۸۰۳ توسط فرماندار اودسا آرماند-امانوئل دو پلسیس د ریشلیو که کلون‌های آلمانی (آلمانی‌های دریای سیاه) را نصب کرد، تأسیس شد. این مکان گروس لیبنتال نام داشت و دو کلیسای لوتری داشت.